# Hookeriopsis fissidentoides
Hookeriopsis fissidentoides là một loài Rêu trong họ Hookeriaceae. Loài này được (Hook. f. & Wilson) A. Jaeger mô tả khoa học đầu tiên năm 1877.